# Данхэм, Энн
Стэ́нли Энн Да́нхэм (иное возможное написание фамилии — Данэм; англ. Stanley Ann Dunham Obama Soetoro; 29 ноября 1942 — 7 ноября 1995) — американский антрополог и мать 44-го президента США Барака Обамы.

## Биография
Данхэм родилась как Stanley Ann Dunham и её звали Anna, в дальнейшем её имя звучало как Dr. Stanley Ann Dunham Soetoro, и окончательно Ann Dunham Sutoro.

### Ранние годы
Родилась 29 ноября 1942 года в Уичито (штат Канзас). Детские годы провела в нескольких разных штатах: Калифорнии, Оклахоме, Техасе и Канзасе. Молодые подростковые годы провела в городе Мерсер-Айленд около Сиэтла (штат Вашингтон). Большую часть взрослой жизни провела на Гавайях и в Индонезии.
Её родители Мэдлин Данхэм (1922—2008) и Стэнли Армор Данхэм (1918—1992) поженились в 1940 году. Мать работала на авиазаводе Boeing в Уичито, а отец служил в армии США. Среди дальних родственников Стэнли была родня президента Конфедерации Джефферсона Дэвиса и нескольких президентов США: Джеймса Мэдисона, Гарри Трумэна, Линдона Джонсона, Джимми Картера, Джорджа Буша. Барак Обама отмечал, что, в то время как один из его прапрадедов Кристофер Колумбус Кларк был заслуженным солдатом Союза, в семье говорили, что тёща Кларка была троюродной сестрой президента Конфедеративных штатов Америки Джефферсона Дэвиса, взгляды которого влияли на позицию семьи в отношении примирения Севера и Юга. Пресс-секретарь Обамы рассматривал это наследие не как влияющее на политику Обамы, а как свидетельство прогресса американского общества, приведшего к тому, что родственница Дэвиса — потомок белых рабовладельцев — вышла замуж за африканца, а их сын стал кандидатом в президенты США от Демократической партии. В 2011 году Барак Обама объявил национальным памятником США форт Монро, где содержался в заключении Джефферсон Дэвис. У бабушки Обамы, воспитавшей его, не было таких влиятельных родственников, но, по семейному преданию, она была из чероки, и её род был в Америке уже с XVII века. Действительно, её первый белый предок родился в 1786 году. Но генетический анализ Барака Обамы показал отсутствие индейских предков. Загадка была разрешена с помощью факта, что чероки держали чёрных рабов, среди них жили и вольноотпущенники, и в 2012 году сайт ancestry.com выяснил, что воспитавшая Обаму белая бабушка была потомком первого африканского раба, доставленного в английские колонии в Америке голландцами — Джона Панча, выходца из Западной Африки, и продали его в том же форте Монро, где впоследствии содержался Джефферсон Дэвис.

### Замужество
Энн встретила первого мужа, африканского студента Гавайского университета, Барака Обаму-старшего, на занятиях по русскому языку. 2 февраля 1961 года она вышла за него замуж в Мауи, Гавайи.
4 августа 1961 года у них родился сын Барак Хусейн Обама. Энн бросила учёбу ради ухода за ребёнком, а ее муж Обама получил академическую степень в июне 1962 года и был избран в почётное общество Фи, Бета, Каппа. Вскоре он уехал в Кембридж, штат Массачусетс, чтобы продолжить обучение в Гарвардском университете.
На развод Данхэм подала в Гонолулу в январе 1964 года, муж не возражал, и 20 марта 1964 года брак был расторгнут. Обама-старший лишь один раз навестил Обаму-младшего: в 1971 году, когда будущему президенту США было 10 лет.
Вторым мужем Энн стал индонезийский студент Лоло Суторо (1935—1987), которого она встретила в East-West Center в кампусе Гавайского университета. Они поженились в 1966 или 1967 году и вместе с 6-летним Бараком Обамой переехали в Джакарту. В 1972 году она вернулась на Гавайи к сыну, ранее отданному на воспитание бабушке. Окончательно развод был оформлен в 1980 году.

### Научная деятельность
Энн Данхэм специализировалась на антропологии и развитии сельской местности.
Данхэм после развода не мешала связи детей с отцами. Она продолжила образование в Гонолулу в 1974 году вместе с воспитанием детей. В 1977 году Энн с дочерью Майей Суторо возвратилась в Индонезию для полевой антропологической работы. Барак отказался от этой поездки, и продолжал учиться в средней школе на Гавайях, где он жил в семье своих бабушки с дедушкой.
В 1992 году Энн получила степень доктора философии по антропологии в Гавайском университете под руководством профессора Элис Дьюи, диссертация называлась «Peasant blacksmithing in Indonesia: surviving and thriving against all odds». Издательство Duke University Press анонсировало переиздание этой диссертации с предисловием дочери на конец 2009 года.
За время своей работы Данхэм активно сотрудничала со многими организациями: Банк Индонезии, Агентство США по международному развитию, Фонд Форда, Women's World Banking. Была консультантом в Лахоре, Пакистан. Она взаимодействовала с лидерами организаций по правам человека в Индонезии и борцами за права женщин. Во время работы с фондом Форда Данхэм сотрудничала с Питером Гайтнером (отцом Тимоти Гайтнера, который позднее стал министром финансов в администрации её сына), развивала программы микрофинансирования в Индонезии.

### Последние годы
В 1994 году у Энн обнаружили рак матки, в то время уже распространившийся до яичников, и она вернулась на Гавайи к матери. Энн Данхэм умерла от рака 7 ноября 1995 года в Гонолулу, Гавайи, США. После поминальной службы в Гавайском университете Обама и его сестра развеяли прах матери над водами Тихого океана на южном побережье Оаху на Koko Head (Lanai Lookout). Также Обама поступил и с прахом своей бабушки Мэдлин в день её похорон 23 декабря 2008 года, спустя несколько недель после избрания президентом США.
В сентябре 2008 года в Гавайском университете (University of Hawaii at Mānoa) прошёл симпозиум в память об Энн Данхэм.

### Религиозные взгляды
Одна из школьных подруг Энн, Максин Бокс, во время предвыборной кампании Обамы сказала, что «она представляла себя атеисткой, всегда бросала вызов, сравнивала и спорила».
Дочь Энн, Майя Суторо-Ын, когда её спросили была ли мать атеисткой, сказала: «Я не называла бы её атеисткой. Она была агностиком и знакомила нас со всеми хорошими книгами — Библией, индусскими Упанишадами и буддистскими Сутрами, Дао дэ цзин, Сюнь-цзы — и помогала нам понять, что каждая из них содержит нечто прекрасное для взросления». «Иисус, она чувствовала, был замечательным примером. Но она понимала, что много христиан вело себя не по-христиански».
Религия для неё, по словам сына Барака Обамы, была «лишь одним из многих путей — и не обязательно лучшим путём — которые человек пробовал для того, чтобы править неизвестным и узнать скрытую правду о наших жизнях». В 2007 году Обама описывал свою мать как «христианку из Канзаса» и продолжал: «поэтому я всегда был христианином». Также в 2007 году он заявил в речи: «Моя мать, чьи родители были непрактикующими баптистами и методистами, была одним из самых духовных людей, которых я когда-либо знал. Но у неё был здоровый скептицизм к религии как к учреждению».